# Macintosh Server
I Macintosh Server sono una famiglia di server desktop prodotti da Apple Inc. dal 1998 al 2003. Sostituiscono i Workgroup Server e sono stati sostituiti dall'Xserve.
Si basano sui processori PowerPC G3 e G4.